# Mechanická energie
Mechanická energie je skalární fyzikální veličina, která vyjadřuje míru schopnosti tělesa konat mechanickou práci, tzn. působit silou na jiné těleso a posouvat jej po určité dráze.
Mechanická energie je jeden z mnoha druhů energie.
Mechanickou energii mají:

1. tělesa, která se vzájemně pohybují - kinetická energie (pohybová energie),
2. tělesa, která jsou v silových polích jiných těles - potenciální energie. Především hovoříme o tíhové potenciální energii, kterou má každé těleso v silovém poli Země,
3. pružná tělesa, která jsou stlačená nebo natažená - potenciální energie pružnosti (potenciální energie pružnosti).

## Značení
- Značka veličiny: E (angl. energy)
- Jednotka: joule, značka jednotky: J
- Další jednotky: kilojoule kJ, megajoule MJ, gigajoule GJ

## Výpočet

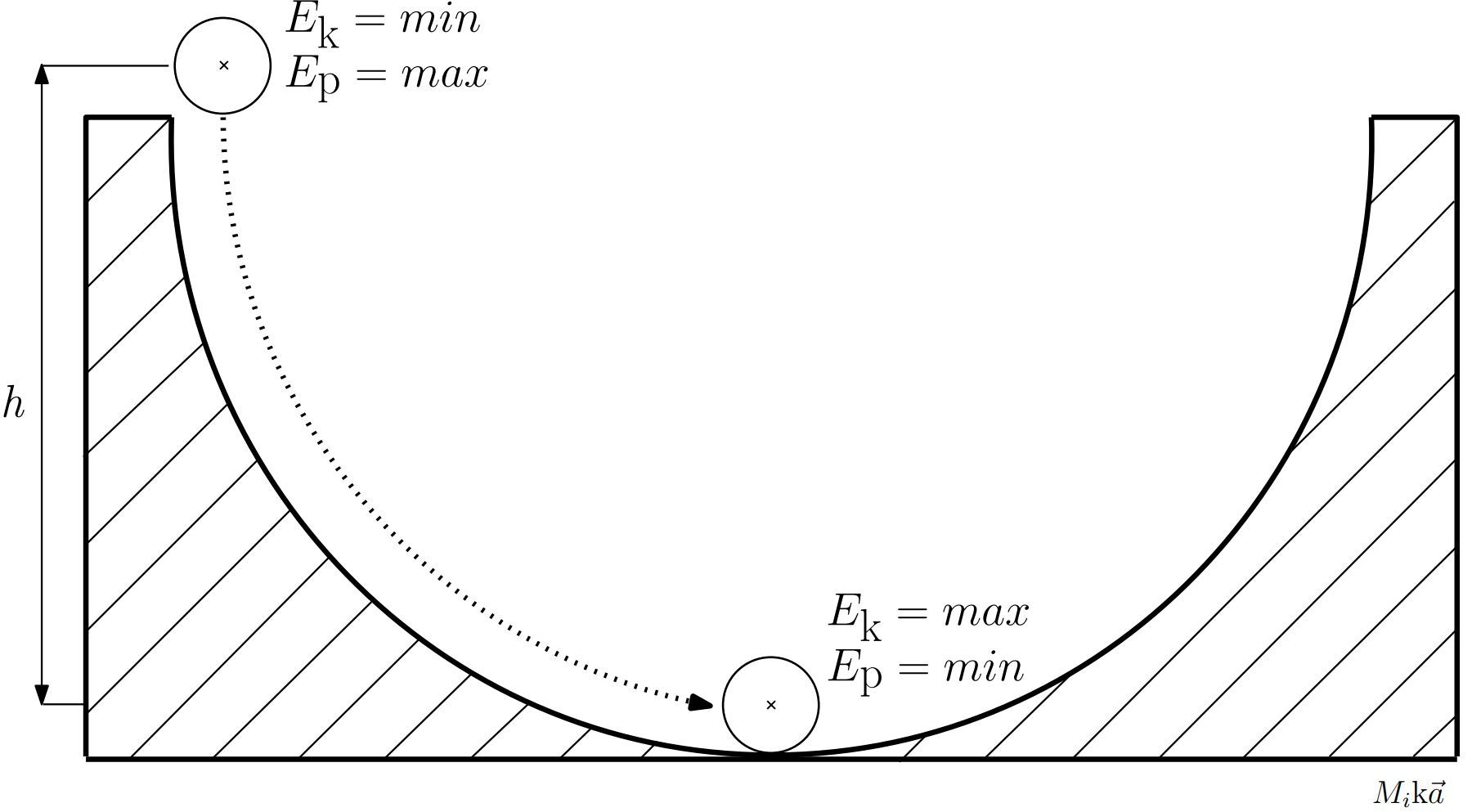
Nákres pohybu koule na U-dráze. Koule je umístěna do nejvyšší polohy, výšky h, kde má maximální potenciální tíhovou energie E_{p} a nulovou kinetickou energii E_{k}. Tečkovaná šipka znázorňuje trajektorii pohybu koule po U-dráze. V nejnižším bodě koule dosahuje nejvyšší kinetické energie E_{k} a nulové potenciální tíhové energie E_{p}. V nákresu není uvažován odpor prostředí.

Celková mechanická energie je definována jako součet kinetické a potenciální energie tělesa, tzn.
{\displaystyle E=E_{k}+E_{p}}.

## Zákon zachování mechanické energie
Přeměna mechanické energie mezi tělesy v izolované mechanické soustavě se děje konáním mechanické práce jednoho tělesa působícího na druhé a platí pro ni zákon zachování mechanické energie, který je zvláštním případem obecného zákona zachování energie. Tento zákon lze formulovat následujícím způsobem
{\displaystyle {\frac {dE}{dt}}=0\implies E={\text{konst.}}}.

### Odvození
Pro úplný diferenciál potenciální nestacionární potenciální energie {\displaystyle E_{p}(\mathbf {r} ,t)} lze psát
{\displaystyle dE_{p}={\frac {\partial E_{p}}{\partial x}}dx+{\frac {\partial E_{p}}{\partial y}}dy+{\frac {\partial E_{p}}{\partial z}}dz+{\frac {\partial E_{p}}{\partial t}}dt=\nabla E_{p}\cdot d\mathbf {r} +{\frac {\partial E_{p}}{\partial t}}dt}.
Element práce vyjádříme jako
{\displaystyle dW=\mathbf {F} \cdot d\mathbf {r} =-\nabla E_{p}\cdot d\mathbf {r} =-dE_{p}+{\frac {\partial E_{p}}{\partial t}}dt},
odkud pak dostáváme vztah pro okamžitý výkon ve tvaru
{\displaystyle {\frac {dW}{dt}}=\mathbf {F} \cdot \mathbf {v} =-\nabla E_{p}\cdot \mathbf {v} =-{\frac {dE_{p}}{dt}}+{\frac {\partial E_{p}}{\partial t}}}.
Dále předpokládejme, že na hmotný bod působí nestacionární potenciálová síla, disipativní síla a gyroskopická síla. Celkovou sílu lze psát ve tvaru
{\displaystyle \mathbf {F} =-\nabla E_{p}+\mathbf {F} _{Gy}+\mathbf {F} _{Dis}}.
Pro okamžitý výkon výslednice uvažovaných sil můžeme psát (připomeňme, že gyroskopické síly jsou kolmé na vektor pohybu)
{\displaystyle {\frac {dW}{dt}}=\mathbf {F} \cdot \mathbf {v} =-\nabla E_{p}\cdot \mathbf {v} +\mathbf {F} _{Gy}\cdot \mathbf {v} +\mathbf {F} _{Dis}\cdot \mathbf {v} =-{\frac {dE_{p}}{dt}}+{\frac {\partial E_{p}}{\partial t}}+\mathbf {F} _{Dis}\cdot \mathbf {v} }.
Ze vztahu kinetické energie a okamžitého výkonu víme, že platí rovnost
{\displaystyle {\frac {dW}{dt}}={\frac {dE_{k}}{dt}}},
s jejíž pomocí předchozí vztah upravíme následujícím způsobem
{\displaystyle {\frac {dE_{k}}{dt}}=-{\frac {dE_{p}}{dt}}+{\frac {\partial E_{p}}{\partial t}}+\mathbf {F} _{Dis}\cdot \mathbf {v} \implies {\frac {d(E_{k}+E_{p})}{dt}}={\frac {\partial E_{p}}{\partial t}}+\mathbf {F} _{Dis}\cdot \mathbf {v} }.
Protože jsou disipativní síly záporné {\displaystyle \mathbf {F} _{Dis}\cdot \mathbf {v} =-kv^{2},k>0}, tak se podílejí na úbytku celkové mechanické energie, přičemž z toho vyplývá za předpokladu stacionárních potenciálových sil, že změna celkové energie je spojena pouze s jejím úbytkem.
{\displaystyle {\frac {dE}{dt}}=\mathbf {F} _{Dis}\cdot \mathbf {v} =-kv^{2}}.
Pokud ke všemu nebudou na hmotný bod působit žádné disipativní síly (např. odpor prostředí), pak dostáváme zákon zachování mechanické energie v izolované soustavě ve tvaru
{\displaystyle {\frac {dE}{dt}}=0\implies E={\text{konst.}}}.